# 鈴木敏通
鈴木 敏通（すずき としみち、1923年〈大正12年〉7月5日 - 2008年〈平成20年〉3月15日）は、日本の陸軍軍人、陸上自衛官。陸士57期。第16代陸上幕僚長。

## 人物
中学2年から仙台陸軍幼年学校に入校し陸軍士官学校へ進む。旧軍では歩兵。満州勤務の後、終戦直前は高知で陣地作りに従事した。復員し福井に帰郷後は旧制福井工専で電気を学び、エンジニアとして川崎の自動車会社に就職したが、1951年（昭和26年）12月に旧軍人組採用と同時に警察予備隊に1等警察士で入隊。以後、職種は通信科へ進むが、北部方面通信群長の他は、防衛や人事畑が主だった。
第13師団長、中部方面総監等を歴任し、第16代陸上幕僚長に就任。宮永スパイ事件で引責辞任した永野茂門前陸幕長の後任には、飯山茂東部方面総監が候補の一人であった。しかし飯山茂の陸幕2部長時代の部下が、宮永に機密を漏洩した人物であることから、同期の鈴木敏通が就任したといわれる。同じ通信科出身の永野前陸幕長の意向が働いた人事ともいわれる。人格者であり「今軍神」との評判もあった。

## 略歴
- 1944年（昭和19年）4月：陸軍士官学校卒業（第57期）、陸軍少尉任官
- 1945年（昭和20年）8月：終戦時、陸軍中尉（歩兵第44連隊付）
- 1947年（昭和22年）11月：公職追放仮指定[2]
- 1951年（昭和26年）12月：警察予備隊に入隊（1等警察士）
- 1955年（昭和30年）8月16日：3等陸佐
- 1961年（昭和36年）1月1日：2等陸佐
- 1967年（昭和42年）
  - 1月1日：1等陸佐
  - 3月16日：北部方面通信隊長[3]
- 1968年（昭和43年）3月1日：北部方面通信群長
- 1969年（昭和44年）
  - 3月17日：陸上幕僚監部第3部勤務[4]
  - 7月16日：陸上幕僚監部第3部業務計画班長[5]
- 1972年（昭和47年）3月16日：西部方面総監部第3部長[6]
- 1973年（昭和48年）
  - 3月16日：西部方面総監部幕僚副長[7]
  - 7月1日：陸将補[8]
- 1975年（昭和50年）3月17日：陸上幕僚監部第1部（現在の人事部）部長[9]
- 1976年（昭和51年）7月1日：陸将に昇任、第13師団長[10]
- 1977年（昭和52年）10月20日：陸上幕僚副長[11]
- 1979年（昭和54年）3月16日：第9代 中部方面総監[12]
- 1980年（昭和55年）2月12日：第16代 陸上幕僚長[13]
- 1981年（昭和56年）6月1日：退官[14]
- 1998年（平成05年）11月3日：勲二等瑞宝章受章[15]
- 2008年（平成20年）3月15日：入院先の自衛隊中央病院で逝去（享年84）。叙・正四位[16]

## 栄典
- 勲二等瑞宝章 - 1993年（平成5年）11月3日

## 参考資料
- 『官報』1955年10月19日 本紙 8641 叙任及辞令